# Tarka dió-levéltetű
A tarka dió-levéltetű (Panaphis juglandis), a rovarok (Insecta) osztályába, ezen belül a félfedelesszárnyúak (Hemiptera) rendjének valódi levéltetűfélék (Aphididae) családjába tartozó faj.
Mezőgazdasági kártevő, a diót károsítja.

## Megjelenése
A szárnyas nőstények hossza 3,6 mm. Feje és tora barnásfekete, a potroh alapszíne citromsárga, hátoldalán sötétbarna középsávokat és foltokat visel. A szemek pirosak, a csápok és a lábak sárgák, a harmadik lábpár combi részén sötétbarna gyűrű található. A szárnyakon az erezet mentén sötétbarna sávok húzódnak.

## Életmódja
A párás, meleg környezetet szereti, azokban az években terjed el, mikor ilyen az időjárás.
Egyetlen tápnövénye a dió, semmilyen más növényre nem telepszik át.
Az ősanyák május folyamán kelnek ki, amik, megfigyelések szerint már szárnyas alakok. A nőstények elevenszüléssel nagy tömegű lárvának adnak életet, ezek a diólevél fonákján, a főér mentén szabályos sort képezve szívogatnak.
Szeptember végétől jelennek meg a telepeken a szárnyatlan ivaros nőstények és a szárnyas hímek.
A nőstények megtermékenyülésük után rakják le petéiket a rügyek mellé, melyek áttelelnek.
Mivel bőségesen ürítenek mézharmatot, a telepeket a hangyák is szívesen látogatják.

## Kártétele
A szívogatás hatására a levelek nem torzulnak, de a károsított főér megbarnul, majd elhal. Ennek következtében a levelek hamarabb befejezik működésüket, idő előtt lehullanak.

### Védekezés
Bár igen elterjedt kártevők, kémiai védekezés ellenük nem szokott szükségessé válni. Ha azonban túlzottan elszaporodnak, egyéb gyümölcsfáknál alkalmazható levéltetvek elleni rovarölő szerek ellenük is hatásosak.